# Benue
Benue è uno dei 36 stati della Nigeria, situato ad est con capitale Makurdi. Prende il nome dal fiume Benue e fu creato nel 1976 da una parte del vecchio Stato di Benue-Plateau.

## Suddivisioni
Lo stato di Benue è suddiviso in ventitré aree a governo locale (local government area):
- Agatu
- Ado
- Apa
- Buruku
- Gboko
- Guma
- Gwer East
- Gwer West
- Katsina-Ala
- Konshisha
- Kwande
- Logo
- Makurdi
- Obi
- Ogbadibo
- Ohimini
- Oju
- Okpokwu
- Otupko
- Tarka
- Ukum
- Ushongo
- Vandeikya